# Jeff Corey (Eishockeyspieler)
Jeff Corey (* 10. Oktober 1982 in Boothwyn, Pennsylvania) ist ein ehemaliger US-amerikanischer Eishockeyspieler, der zuletzt bei den Reading Royals in der ECHL unter Vertrag stand.

## Karriere
Jeff Corey begann seine Karriere als Eishockeyspieler bei den Sioux Falls Stampede, für die er von 1999 bis 2002 in der Juniorenliga United States Hockey League aktiv war. Anschließend spielte der Flügelspieler vier Jahre lang für die Mannschaft der University of Vermont, ehe er gegen Ende der Saison 2005/06 sein Debüt im professionellen Eishockey für die Toronto Marlies aus der American Hockey League gab. Nachdem er auch die folgende Spielzeit in Toronto verbracht hatte, ging er erstmals nach Europa, wo er in der Saison 2007/08 bei den Frederikshavn White Hawks in der dänischen AL-Bank Ligaen unter Vertrag stand.
In der Saison 2008/09 spielte Corey für die Reading Royals und South Carolina Stingrays in der ECHL, wobei er mit den Stingrays den Kelly Cup gewann. Die folgende Spielzeit begann der US-Amerikaner beim kroatischen Erste Bank Eishockey Liga-Neuling KHL Medveščak Zagreb, für den er allerdings nur in zehn Spielen auflief, in denen er ein Tor erzielte und drei Vorlagen gab. Die Saison beendete er jedoch bei Wölfe Freiburg in der 2. Eishockey-Bundesliga. Zur Saison 2010/11 kehrte der US-Amerikaner in die Vereinigten Staaten zurück und erhielt einen Kontrakt bei Ontario Reign aus der ECHL. Für diese bestritt der Rechtsschütze 28 Begegnungen und erzielte 24 Punkte, bevor er im Januar 2011 erneut den Sprung nach Europa wagte und einen Vertrag beim schwedischen Drittligisten Östersund Hockey unterschrieb, bei dem er die Spielzeit 2010/11 beendete. Nachdem er in der Saison 2011/12 vertragslos gewesen war, unterzeichnete Corey im Februar 2013 einen Kontrakt bei seinem ehemaligen ECHL-Arbeitgeber, die Reading Royals. Für diese absolvierte er lediglich fünf Spiele und beendete kurze Zeit später seine aktive Karriere.

## Erfolge und Auszeichnungen
- 2009 Kelly-Cup-Gewinn mit den South Carolina Stingrays

## Statistik
(Stand: Ende der Saison 2009/10)